# Sea-based X-band radar

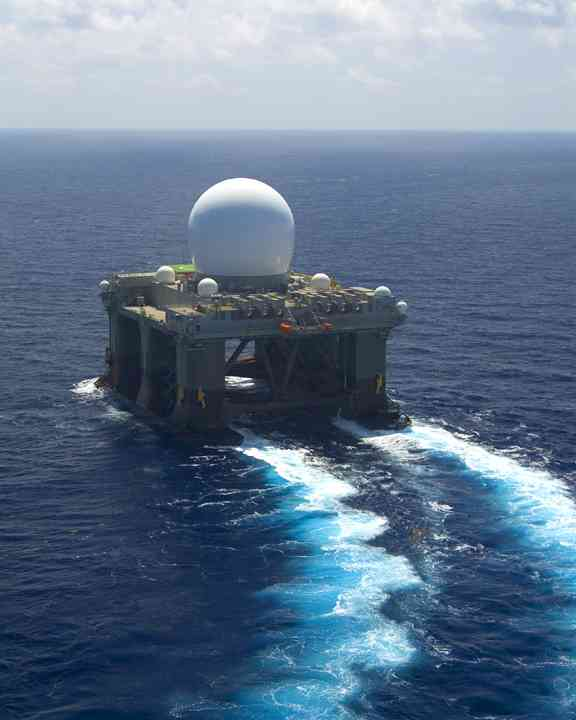
El radar de banda X basat en el mar en marxa

El radar de banda X basat en el mar (SBX-1) és una estació de radar d'alerta primerenca de matriu d'exploració electrònica activa flotant, autopropulsada i mòbil, dissenyada per funcionar amb vents forts i mar intensa. Va ser desenvolupat com a part del sistema de defensa de míssils balístics de l'Agència de Defensa de míssils (MDA) del Departament de Defensa dels Estats Units.
El radar està muntat en una plataforma petroliera semisubmergible de doble casc CS-50 de cinquena generació. La conversió del vaixell es va dur a terme al pati d'AmFELS a Brownsville, Texas ; el suport del radar es va construir i muntar al vaixell al pati de Kiewit a Ingleside, Texas. Té la seu nominal a l'illa Adak a Alaska, però ha passat un temps important a Pearl Harbor en estat de prova.

## Especificacions
- Longitud del vaixell: 389 peus (119 m)[2]
- Manga del vaixell: 238 peus (73 m)
- Alçada del vaixell: 85 metres (279 ft) des de la quilla fins a la part superior del radome
- Calat del vaixell: aproximadament 33 peus (10 m) en moviment o no a l'estació; aproximadament 98 peus (30 m) quan estigui a l'estació
- Estabilitat del vaixell: es manté a 10 graus de l'horitzontal a l'estació (estabilització totalment passiva)
- Velocitat del vaixell: 9 knots (17 km/h; 10 mph)
- Cost: 900M USD
- Tripulació: aproximadament 75-85 membres, la majoria contractistes civils
- Alçada del radar: 103 peus (31 m)
- Diàmetre del radar: 120 peus (37 m)
- Pes del radar: 18,000 lliures (8,200 kg)
- Intervenció del radar: 2,000 quilometres (1,200 mi)
- Desplaçament: 50,000 tones short (45,000,000 kg)

## Detalls
SBX-1 forma part del sistema de defensa del mig curs a terra (GMD) que està desenvolupant l'Agència de Defensa de míssils (MDA). La decisió de col·locar el sistema en una plataforma mòbil basada en el mar tenia la intenció de permetre que el vaixell es traslladés a zones on es necessita per millorar la defensa de míssils. Els radars fixos proporcionen cobertura per a una àrea molt limitada a causa de la curvatura de la Terra. Tot i que la mateixa limitació s'aplica a l'SBX, la seva capacitat de moure mitiga aquesta limitació. La tasca principal de SBX és la discriminació de les ogives enemigues dels señus, seguida d'un seguiment de precisió de les ogives identificades. Les proves han generat dubtes sobre la capacitat del sistema per dur a terme aquestes tasques, per fer front a múltiples objectius i per informar amb precisió a les autoritats de comandament.
El vaixell té molts radomes petits per a diverses tasques de comunicacions i una gran cúpula central que inclou una antena de radar de banda X de 1.800 tones (4.000.000 lliures) de matriu en fases. Els petits radomes són rígids, però la cúpula central no ho és: la coberta flexible està suportada per una pressió d'aire positiva que equival a unes quantes polzades d'aigua. La quantitat de pressió de l'aire és variable en funció de les condicions meteorològiques.
L'antena del radar en si es descriu com a 384 m2 (4,130 sq ft). Té 45.000 mòduls de transmissió-recepció d'estat sòlid muntats sobre una base plana octogonal que es pot moure ±270 graus en azimut i 0 a 85 graus d'elevació (tot i que el programari actualment limita l'elevació física màxima a 80 graus). Les velocitats màximes d'azimut i elevació són d'aproximadament 5-8 graus per segon. A més del moviment físic de la base, el feix es pot desviar electrònicament de la vista del forat (detalls classificats).
Actualment hi ha 22.000 mòduls instal·lats a la base. Cada mòdul té una botzina d'alimentació de transmissió-recepció i una botzina d'alimentació de recepció auxiliar per a una segona polarització, amb un total de 44.000 banyes d'alimentació. La base està aproximadament 2/3 poblada, amb espai per a la instal·lació de mòduls addicionals. Els mòduls actuals es concentren cap al centre per minimitzar els lòbuls de reixeta. Aquesta configuració li permet suportar la discriminació i el seguiment d'objectius de molt llarg abast que requereix el segment mitjà de GMD. El radar no s'apunta mai a terra, per la seguretat dels habitants.
A més de la potència consumida pel radar, els propulsors que propulsen el vaixell són elèctrics i requereixen una potència substancial. La velocitat màxima és d'aproximadament 8 knots (9.2 mph; 15 km/h). Per donar suport a aquest i a tots els altres equips elèctrics, actualment el vaixell disposa de sis generadors de 3,6 megawatts (diesel Caterpillar de 12 cilindres). Els generadors es troben en dos compartiments, un de babord i un d'estribord.

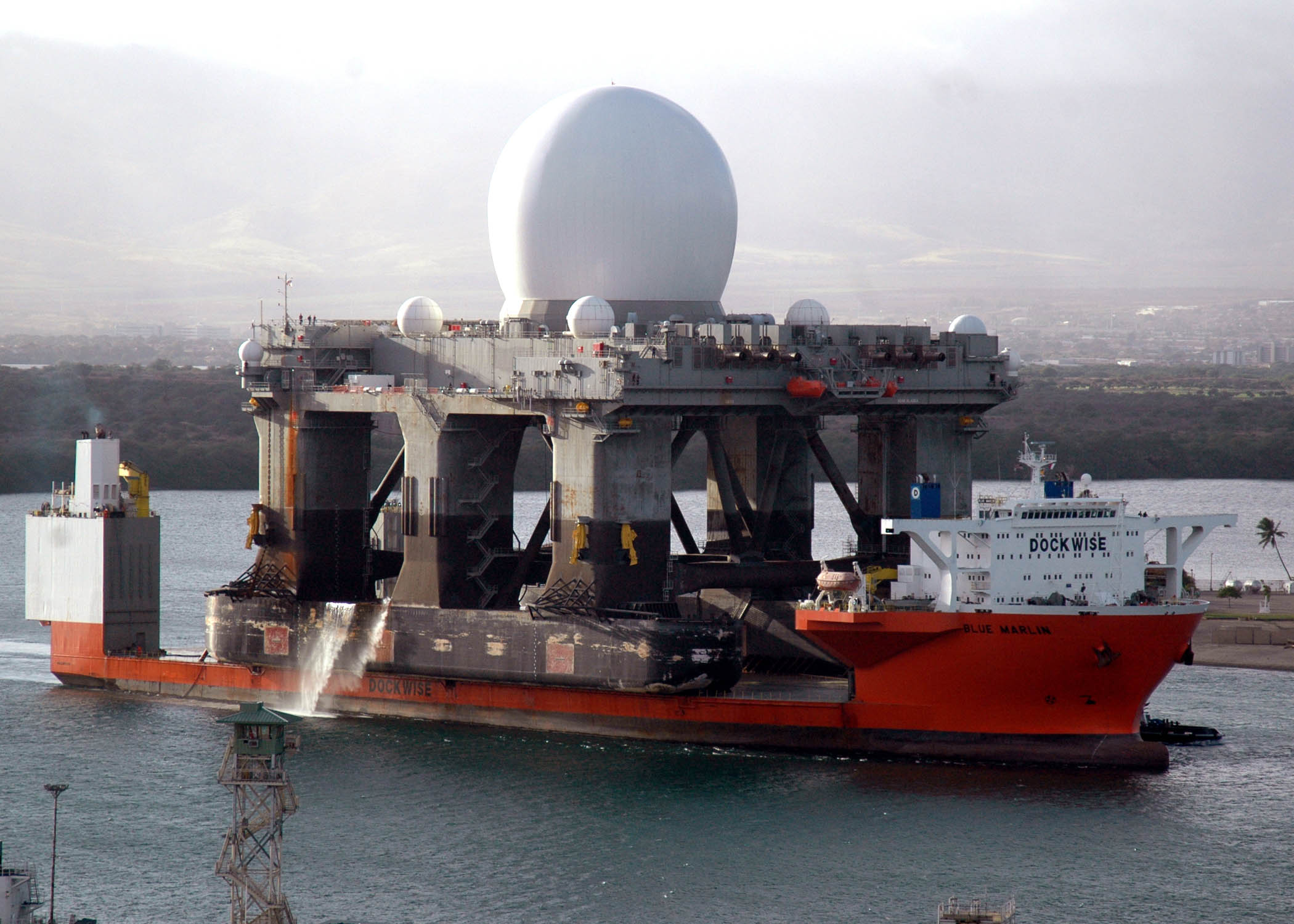
SBX entrant a Pearl Harbor, Hawaii per a reparacions el 9 de gener de 2006

El radar es deriva del radar utilitzat en el sistema de defensa de míssils balístics del teatre THAAD i forma part del programa del sistema de defensa de míssils balístics en capes (BMDS) de l'Agència de Defensa de míssils dels Estats Units (MDA). Una diferència important amb Aegis és l'ús de la banda X a l'SBX. Aegis utilitza la banda S i Patriot utilitza la banda C de freqüència més alta. La freqüència de la banda X és encara més alta, de manera que la seva longitud d'ona més curta permet una resolució més fina dels objectes rastrejats.
El tinent general Trey Obering (antic director de la MDA) va descriure el radar com a capaç de rastrejar un objecte de la mida d'una pilota de beisbol sobre San Francisco a Califòrnia des de la badia de Chesapeake a Virgínia, aproximadament 2,900 milles (4,700 km) de distància. El radar guiarà els míssils terrestres d'Alaska i Califòrnia, així com els actius al teatre, depenent de la missió.
El vaixell està classificat per ABS i té el número IMO de 8765412.

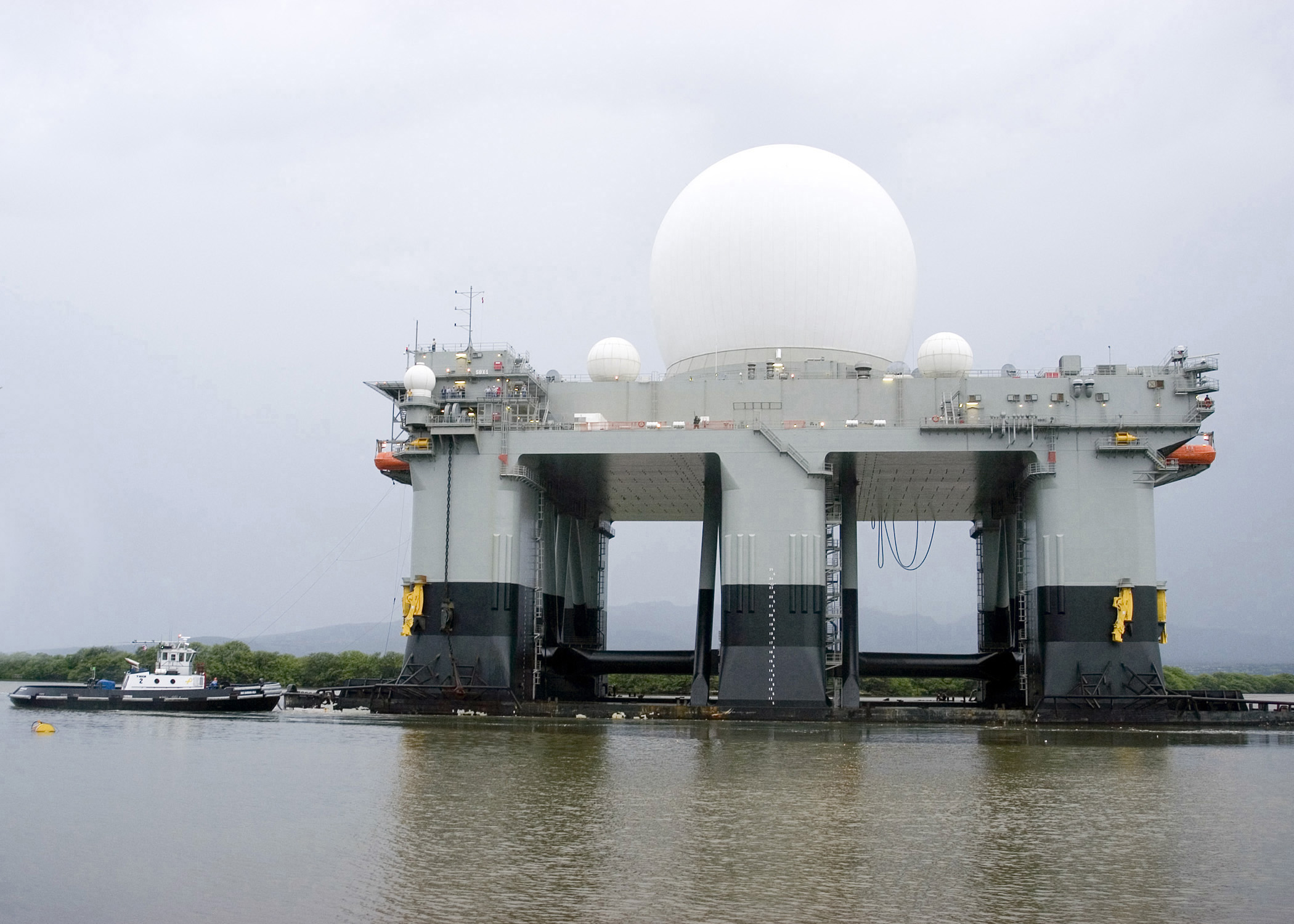
SBX sortint de Pearl Harbor, Hawaii el 31 de març de 2006

Està previst que el primer vaixell d'aquest tipus tingui la seu a l'illa Adak, Alaska, part de les illes Aleutianas. Des d'aquesta ubicació podrà seguir els míssils llançats cap als EUA tant des de Corea del Nord com des de la Xina. Tot i que el seu port d'origen és a Alaska, s'encarregarà de moure's per l'oceà Pacífic per donar suport a la seva missió. El número de codi del casc donat al vaixell SBX, "SBX-1", indica la possibilitat de més unitats de la classe. En les circumstàncies en què un vaixell ha d'estar de servei contínuament durant un llarg període, la pràctica naval comuna és disposar d'almenys tres unitats d'aquest tipus per permetre la reposició, la reparació i la revisió. Tres vaixells més del disseny CS-50/Moss Sirius estaven en construcció o contractat a la drassana de Severodvinsk a Rússia a principis de 2007, però estaven configurats per a la producció de petroli. L'11 de maig de 2011, el coronel Mark Arn, director del projecte SBX de MDA, va dir que "l'SBX és l'únic d'aquest tipus i no hi ha plans actuals per a un altre". El juliol de 2011, un portaveu de l'Agència de Defensa de míssils va explicar que altres radars més petits al Pacífic "recolliran el fluix" mentre SBX estigui al port amb el seu radar apagat.